# Dirk Willems
Pour l’article homonyme, voir Dirk Willem van Krevelen.
Dirk Willems, également orthographié Frédéric Willemsz ou encore Durk Willems, né à Asperen aux Pays-Bas et mort le 16 mai 1569 dans cette même ville, est un mennonite hollandais connu pour s'être évadé de prison et être revenu sur ses pas pour sauver son poursuivant, qui était tombé à travers une fine couche de glace en poursuivant Willems. Il est ensuite recapturé, torturé et meurt en martyr pour ses convictions.

## Biographie
Willems naît à Asperen, province de Gueldre aux Pays-Bas. Dans sa jeunesse, il est baptisé de nouveau dans la foi anabaptiste, à Rotterdam, et rejette le baptême des enfants (pédobaptisme) pratiqué par l'Église catholique et les Églises réformées et luthériennes protestantes établies. Cette action, sa dévotion à sa nouvelle foi et le baptême de plusieurs autres personnes dans sa maison, conduisent à sa condamnation par l'Église catholique romaine et à son arrestation ultérieure à Asperen en 1569,.
Willems est détenu dans un palais résidentiel transformé en prison. Il s'en échappe à l'aide d'une corde faite de chiffons noués. Il sort de la prison sur les douves gelées. Un garde remarque sa fuite et engage sa poursuite pour l'arrêter. Willems peut traverser la fine glace d'un étang gelé, le Hondegat, en raison de son poids allégé par les maigres rations de prison. De son côté, le garde qui le poursuit brise la glace et manque de se noyer. Il appelle à l'aide et se débat dans l'eau glacée. Willems fait alors demi-tour pour lui sauver la vie. Il est alors capturé de nouveau. Le garde plaide en faveur de sa libération, mais le bourgmestre "rappelle au poursuivant son serment".
Willems est détenu, puis est condamné par un groupe de sept juges pour hérésie. Il est condamné au bûcher le 16 mai 1569, et ses biens soient confisqués au profit de Philippe II (roi d'Espagne). Willems est exécuté à Asperen. Un fort vent d'est soufflant ce jour-là, le feu est chassé du haut du corps du condamné, l'empêchant de mourir par asphyxie, ce qui prolonge sa mort douloureuse. Il est rapporté que le vent porte ses cris jusqu'à la commune de Leerdam, "Ô Seigneur, mon Dieu", etc., plus de soixante-dix fois. Le bailli à cheval ordonne au bourreau d'abréger ses souffrances.
Depuis lors et jusqu'à aujourd'hui, il est l'un des martyrs les plus célèbres de l'anabaptisme, notamment au sein des mennonites et des amish. C'est également un héros populaire de la commune d'Asperen. Un drame historique basé sur sa vie - Dirk's Exodus - est écrit en 1989 par James C. Juhnke. En 2018, une statue de Dirk Willems est dévoilée au musée Mennonite Heritage Village dans la ville de Steinbach (Manitoba) au Canada.